# Palmar de Bravo (kommun)
Palmar de Bravo är en kommun i Mexiko.   Den ligger i delstaten Puebla, i den sydöstra delen av landet, 180 km öster om huvudstaden Mexico City.
Följande samhällen finns i Palmar de Bravo:
- Cuacnopalan
- Xaltepec
- Palmar de Bravo
- Jesús Nazareno
- Bellavista de Victoria
- San Isidro Monterrosas
- Tehuitzo
- Amozoquillo Piletas
- Cuesta Chica Piletas
- Los Reyes Altamira
- San Francisco Piletas
- Contreras
- Santa Cruz Ocotlán
- Rancho de Vera
- Santa Isabel Sabinal
- Loma Bella
- Adolfo López Mateos